# جامع باب سليمان
جامع باب سليمان، وهو من مساجد العراق التاريخية الأثرية، ويقع في محافظة البصرة بقضاء أبي الخصيب، في قرية سليمان، ولقد بني في عهد الدولة العثمانية عام 1302هـ/1884م، ويعتبر من الجوامع القديمة في البصرة، كما أعيد بناؤه في عام 1316هـ/1898م، ثم هدم وجدد بناؤه على نفقة المحسن الحاج عيسى الشرف في عام 1388هـ/ 1969م، وشيد من حجر الطابوق المنجور وتمت عملية الصيانة والترميم مع مراعاة الطابع القديم التراثي لهُ، ويحتوي الجامع على مصلى حرم واسع يستوعب 650 مصل، وتبلغ مساحتهُ الكلية حوالي 500م2 تقريباً،
وتقام في الجامع حالياً صلاة الجمعة وصلاة العيدين والصلوات الخمس المكتوبة، ويبلغ عدد المصلين 450 مصل في صلاة الجمعة بينما لا يتجاوز 40 مصل في الصلوات المفروضة، وكما تقام فيهِ دورات تحفيظ القرآن والأحتفالات الدينية.